# A Vida Secreta das Palavras
A Vida Secreta das Palavras (La vida secreta de las palabras, no original em espanhol) é um filme espanhol de 2005, dirigido por Isabel Coixet.

## Sinopse
Hanna (Sarah Polley) é uma jovem parcialmente surda e solitária que trabalha em uma fábrica têxtil, seu chefe pede que ela tire férias. Nos dias de sua licença, casualmente, ela consegue um emprego como enfermeira em uma plataforma de petróleo no mar, para cuidar de Josef (Tim Robbins) um trabalhador acidentado que perdeu temporariamente a visão. Entre estes personagens, e outros trabalhadores na plataforma, desenrola-se a vida secreta das palavras. A maior parte da história acontece na plataforma de petróleo.

## Elenco
| ator                | papel        |
| ------------------- | ------------ |
| Sarah Polley        | Hanna        |
| Tim Robbins         | Josef        |
| Javier Cámara       | Simon        |
| Sverre Anker Ousdal | Dimitri      |
| Steven Mackintosh   | Dr. Sulitzer |
| Eddie Marsan        | Victor       |
| Julie Christie      | Inge         |
| Daniel Mays         | Martin       |
| Dean Lennox Kelly   | Liam         |
| Danny Cunningham    | Scott        |
| Emmanuel Idowu      | Abdul        |
| Reg Wilson          | gerente      |

## Crítica
The Secret Life of Words tem recepção favorável por parte da crítica profissional. Com a pontuação de 71% em base de 38 críticas, o Rotten Tomatoes chegou ao consenso: "The Secret Life of Words é um drama educativo lento, mas com um final revelador e poderoso que premia o espectador paciente". A pontuação da audiência do site alcança 86%.

## Prêmios e nomeações
Prêmios
- 2006: Premios Goya XX:[3]
  - Melhor filme
  - Melhor diretor para Isabel Coixet
  - Melhor roteiro original para Isabel Coixet
  - Melhor supervisão de produção  para Esther García

- 2006: Barcelona Film Awards: 
  - Melhor diretor para Isabel Coixet
  - Melhor roteiro para Isabel Coixet
  - Melhor filme

Nomeações
- 2006: Premios Goya XX:
  - Melhor ator coadjuvante para Javier Cámara